# Raión Central (Dnipró)
Raión Central (en ucraniano: Центральний район) es un raión o distrito urbano de Ucrania, en la ciudad de Dnipró que abarca una superficie de 10 km².

## Demografía
Según estimaciones del año 2010, contaba con una población total de 67200 habitantes.